# Municipalita Kvareli
Municipalita Kvareli (gruzínsky ყვარლის მუნიციპალიტეტი, Kvarlis municipaliteti) je územně-správní celek 2. úrovně (gruz: municipaliteti) na východě Gruzie, v kraji Kachetie při hranici s Dagestánem.

## Poloha
Na západě okres sousedí s okresem Telavi, na jihu s okresem Gudžaani a na východě s okresem Lagodechi. Na severu hraničí s Ruskem, Republikou Dagestán.

## Obyvatelstvo

Pevnost Chornabudži

Etnické složení obyvatelstva (2014)
| Gruzíni | 93,84 % |
| Avarové | 3,26 %  |
| Oseti   | 1,21 %  |
| Udinové | 0,55 %  |
| Arméni  | 0,47 %  |

## Pozoruhodnosti
Kromě okresního města Kvareli je známá vesnice Gremi, jejíž okolí bylo osídleno v pozdní době bronzové. Ve středověku bylo Gremi významným hospodářským a kulturním střediskem Kachetie a v letech 1465 - 1664 hlavním městem Kachetského království. Další pozoruhodností je katedrála Gremi, kterou nechal roku 1565 vybudovat král Levan kachetský, (též Leon, 1465-1664).
Na okrese se též nachází antické město Nekresi, které bylo založeno gruzínským králem Parnadžomem iberským přibližně ve 2. století př. n. l. a kostel Matky Boží Dzveli gavazi (gruzínsky ძველი გავაზი), v překladu starý Gavazi ze 6. století.